# Homeward Bound II: Lost in San Francisco
Homeward Bound II: Lost in San Francisco (bra: A Incrível Jornada II: Perdidos em São Francisco, ou A Incrível Jornada 2 - Perdidos em São Francisco; prt: Regresso a Casa 2- Perdidos em São Francisco), é um filme estadunidense de 1996, dos gêneros comédia romântica e aventura, dirigido por David R. Ellis.

Trata-se de uma sequência de Homeward Bound: The Incredible Journey, de 1993.

## Elenco
- Michael J. Fox ... Chance (voz)
- Sally Field ... Sassy (voz)
- Ralph Waite ... Shadow (voz)